# Marcel Domon
Pour les articles homonymes, voir Domon.
Marcel Domon, né le 5 novembre 1923 à Beaucourt et mort le 18 janvier 2009 à Montbéliard, est un homme politique français.

## Biographie
Ouvrier puis agent de maîtrise, conseiller municipal d'Audincourt, il est suppléant du député socialiste André Boulloche aux élections législatives de 1967, 1968 et 1973.
Aux élections législatives de 1978, André Boulloche prend Guy Bêche comme suppléant et décède entre les deux tours, le 16 mars 1978.
Marcel Domon est donc désigné député jusqu'au début de la nouvelle législature, mais ne siège pas à l'Assemblée Nationale.